# Inquérito Parlamentar (Portugal)
O inquérito parlamentar destina-se a averiguar o cumprimento da Constituição e das leis e a apreciar os actos do Governo e da Administração, seguindo os trâmites previstos na Lei e no Regimento. Qualquer requerimento ou proposta tendente à realização de um inquérito deve indicar os seus fundamentos e delimitar o seu âmbito, sob pena de indeferimento liminar pelo Presidente da Assembleia da República. Os inquéritos parlamentares são efectuados: 
a) por iniciativa dos Grupos Parlamentares, Comissões, Governo através do Primeiro-Ministro ou de 1/10 do número de Deputados com deliberação expressa do Plenário;
b) a requerimento de 1/5 dos Deputados em funções.
No debate sobre a proposta de inquérito intervém um dos requerentes ou proponentes do inquérito, o Primeiro-Ministro ou outro membro do Governo e um representante de cada Grupo Parlamentar. Deliberada a realização do inquérito, é constituída uma comissão eventual para o efeito, cujas regras de funcionamento estão previstas no Regimento e na Lei.
O Plenário fixa a data em que a comissão deve apresentar o relatório. 
As comissões parlamentares de inquérito gozam dos poderes de investigação próprios das autoridades judiciais e demais poderes e direitos previstos na lei e na Constituição da República. 

## Lista
- Caso Banif[2]
- Caso BPN[3]
- Caso Camarate[3]